# Otto Torell
Otto Martin Torell (Varberg, 5 giugno 1838 – Stoccolma, 11 settembre 1900) è stato un biologo, zoologo e geologo svedese.

## Biografia
Nato a Varberg, il Svezia, il 5 giugno 1828, studiò all'Università di Lund per intraprendere la professione medica, ma si interessò nel corso degli anni agli studi zoologici e geologici, dedicandosi in prevalenza a queste scienze.
Pose la propria attenzione in particolare alla fauna degli invertebrati ed ai cambiamenti fisici avvenuti nel pleistocene sino ai tempi moderni times. Nel 1850 applicò la teoria di Louis Agassiz sull'età dei ghiacci per spiegare le sue osservazioni sui molluschi artici lungo le coste della Svezia. Dal 1856 al 1859 studiò i fenomeni glaciali in Svizzera, Islanda, sullo Spitzbergen ed in Groenlandia, e nel 1861 compì la prima delle due spedizioni artiche in compagnia di Adolf Erik Nordenskiöld. Nel 1865 visitò i Paesi Bassi per investigare strane formazioni rocciose ed esplorare così la possibilità di rispondere alla domanda posta nel campo dall' Hollandsche Maatschappij der Wetenschappen nel 1841 sul tema "Cosa si pensa a proposito delle scoperte di Agassiz sulle morene glaciali del Nord Europa sino ai nostri giorni?". Dal 1861 la domanda aveva trovato un'espansione includendo anche il quesito relativo alla provenienza delle rocce hondsrug, e nel 1867 Torell inviò la propria proposta, dichiarando che le rocce erano state trasportare da dei ghiacciai che poi si erano ritirati. La risposta venne ritenuta valida e comprovata ed egli vinse il premio stabilito (una medaglia d'oro del valore di 400 gulden e un premio in denaro di 150 gulden) ma non lo ritirò mai. La sua relazione, di 300 pagine, venne del resto pubblicata solo dopo la morte di Torell dalla Società Geologica Svedese di cui egli era stato direttore. La vedova ritirò il premio postumo in suo onore.
Nel 1866, divenne professore di zoologia e geologia al'Università di Lund, e nel 1871 venne nominato capo della Società Geologica di Svezia. Con quest'ultima qualifica lavorò sino al 1897. Pubblicò i suoi contributi scientifici che, per quanto interessanti, non furono prolifici ma ebbero una grande importanza nella promozione della conoscenza della geologia in Svezia. 
Morì l'11 settembre 1900. Tra le sue opere più famose citiamo Bidrag till Spitsbergens molluskfauna (1859) relativa alla sua esperienza nelle Svalbard e una mappa geologica della Svezia da lui commentata.
Nel 1870 venne eletto membro della Reale Accademia delle Scienze di Svezia.